# The Bandit’s Waterloo
The Bandit’s Waterloo. The Outwitting of an Andalusian Brigand by a Pretty Senora (deutsch: Das Waterloo des Banditen. Das Überlisten eines andalusischen Banditen durch eine hübsche Frau) ist ein US-amerikanisches Filmdrama des Regisseurs David Wark Griffith aus dem Jahr 1908. Das Drehbuch schrieb ebenfalls David Wark Griffith, der Stummfilm ist eine Produktion der American Mutoscope and Biograph Company.

## Handlung
The Bandit’s Waterloo spielt im südspanischen Andalusien und zeigt, wie ein Banditenanführer von einer schönen Frau überlistet wird.
Die Berge Andalusiens werden von einer Bande gesetzloser Freibeuter kontrolliert, die das Land terrorisieren und Reisen in der Gegend zu einem gefährlichen Unternehmen machen. Die Banditen lauern arglosen Reisenden auf, die von ihnen beraubt und oft sogar ermordet werden. So beginnt auch The Bandit’s Waterloo mit der Bande, die sich mit ihrem Anführer hinter einem Felsen verbirgt und Passanten anhält, sie ihrer Wertsachen entledigt und wieder laufen lässt. Nach kurzer Zeit erscheint eine Kutsche, in der sich ein älterer Herr und eine hübsche junge Frau mit ihrer Gouvernante befinden. Das Unvermeidliche geschieht: die Kutsche wird von den Banditen angehalten, die Insassen um Schmuck und Geld beraubt, und der ältere Herr und die Gouvernante müssen ihre Fahrt alleine fortsetzen. Die hübsche junge Frau verbleibt als Gefangene bei den Banditen.
Der jungen Frau wird ihre Hilflosigkeit bewusst. Da sie annimmt, dass der Bandenchef von ihrer Schönheit beeindruckt ist, beginnt sie ihn um den Finger zu wickeln. Das gelingt ihr mit Leichtigkeit, aber sie muss Einiges mehr aufwenden, um ihm auch ihre Juwelen zu entlocken. Während sie sich bemüht erscheint überraschend die Polizei. Bei dem Anblick des ganzen Reichtums erliegt der Polizeisergeant der Versuchung, er nimmt alles an sich und lässt die Räuber mit ihrer Gefangenen ziehen.
In einem Berghof kehren die Räuber ein. Als der Polizeisergeant auch erscheint besticht die junge Frau die Bedienung, um an ihrer Stelle den Polizisten bedienen zu können, der sie zuvor nur verschleiert gesehen hat. Sie lockt den Sergeanten in einen Nebenraum, wo er von den Räubern überwältigt, gefesselt und geknebelt wird. Mit den Juwelen fliehen die Räuber und die junge Frau in eine andere Schänke. Dort macht die Frau den Bandenchef betrunken, nimmt ihren Schmuck wieder an sich, und hinterlässt einen spöttischen Brief an den verliebten Banditen. Sie verlässt den Ort um nach Hause zurückzukehren und freut sich sichtlich in Erwartung der Leiden des Banditen nach dessen Aufwachen.

## Produktionsnotizen
The Bandit’s Waterloo ist ein One-Reeler auf 35-mm-Film mit einer Länge von 839 Fuß. Der Film wurde am 28. Juli 1908 beim United States Copyright Office registriert und kam am 4. August 1908 in die Kinos.